# 西斯旺西 (英國國會選區)
西斯旺西（英語：Swansea West），英國國會一自治市選區，位於威爾斯南部的斯旺西西部。始設於1918年。
本區早期是自由黨和工黨之爭，自1964年以來一直支持工黨。2010年大選中具有工黨和合作黨雙重黨籍的傑林特·戴維斯以34.7%選票勝出該區，繼承了艾倫·威廉斯的議席。